# 슬라멧 압둘 슈쿠르
슬라멧 압둘 슈쿠르(Slamet Abdul Sjukur, 1935년 ~ , 수라바야)는 인도네시아의 현대 음악 작곡가이다. 파리에서 올리비에 메시앙과 앙리 뒤티외(Henri Dutilleux)의 문하생으로 음악을 공부하였다. 한때 자카르타 예술원(Institut Kesenian Jakarta, IKJ)의 교원으로 재직하기도 하였으나 전통적이지 않은 견해 때문에 그만두어야 했다. 그 후 자카르타와 수라바야를 오가며 프리랜서로 작곡가, 음악 교사, 음악 평론가 일을 하였다. 최소최대(minimax) 개념을 음악에 도입함에 있어 슈쿠르의 작품에서 "최소로 사용된 음들과, 새로운 '음악의 생태학'에 대한 작곡가의 관심을 보여주는 수비학(數秘學)적 기반은 주목할 만하다." 슈쿠르의 이러한 관점에서, 한계는 그저 단순한 장애물이 아니라 최대한의 가능성을 드러내는 연주를 통해 넘어야 할 것이 된다.
슈쿠르는 1974년 디종의 페스티발 드 죄 도톰(프랑스어: Festival de Jeux d'Automne)에서 동메달을 수상하였으며, 1975년 앙클룽 작품으로 프랑스 아카데미 샤를크로(Académie Charles-Cros)의 황금 디스크상(Disque d'Or)을 수상하였다. 1983년에는 헝가리의 코다이 졸탄 기념 메달을 수상하였고, 2000년에는 프랑스의 예술문화훈장 장교장(프랑스어: Officier de l’Ordre des Arts et des Lettres)을 수상하였다. 2002년에는 아카데미 자카르타(Akademi Jakarta)의 종신 회원이 되었다. 슈쿠르가 인도네시아에서 가르친 학생들 중 유명한 인물로는 라하유 수팡가(Rahayu Supanggah), 수 첸 마르칭(Soe Tjen Marching), 길랑 라마단(Gilang Ramadhan) 등이 있다.